# Papa Pio
Ukupno su bila dvanaestorica papa imena Pio.
- Pio I. (140. – 155.)
- Pio II.  (1458. – 1464.)
- Pio III.  (1503.)
- Pio IV.  (1559. – 1565.)
- Pio V.  (1566. – 1572.)
- Pio VI.  (1775. – 1799.)
- Pio VII.  (1800. – 1823.)
- Pio VIII. (1829. – 1830.)
- Pio IX.  (1846. – 1878.)
- Pio X.  (1903. – 1914.)
- Pio XI. (1922. – 1939.)
- Pio XII.  (1939. – 1958.)